# Micó d'Atenes
Micó d'Atenes (Μίκων) fill de Pànoc, fou un pintor i escultor atenenc contemporani de Polignot vers el 460 aC. Fou el primer que va usar el color conegut com a ocre àtic clar i el negre fet de ceps cremats.
Se li coneixen les següents pintures:
- Poecile
- La batalla de Marató
- Tres murs del temple de Teseu amb batalles contra les amazones, i, al centre, la batalla entre centaures i lapites
- Al temple dels Dioscurs va col·laborar amb Polignot per a realitzar les pintures.[1]

Segons Plini el Vell l'escultor va fer una estàtua de Càl·lies, vencedor olímpic al pancraci a la 77 olimpíada, i una estàtua eqüestre a l'Acròpoli d'Atenes, de la qual roman una part de la basis amb una inscripció, al d'entorn de l'any 440aC.